# Serafim Shyngo-Ya-Hombo
Serafim Shyngo-Ya-Hombo (ur. 6 lutego 1945 w Kiballi) – angolski biskup rzymskokatolicki, kapucyn, biskup tytularny Aquae in Dacia (1990–1992). Biskup pomocniczy Luandzki w latach 1990–1992, a następnie biskup M’banza-Kongo od 1992 do 2008.